# Pseudochromis luteus
Pseudochromis luteus är en fiskart som beskrevs av Aoyagi, 1943. Pseudochromis luteus ingår i släktet Pseudochromis och familjen Pseudochromidae. Inga underarter finns listade i Catalogue of Life.